# Повстання 1863 року на Пружанщині
Повстанням 1863 року на Пружанщині стали військові дії повстанських підрозділів з Королівства Польського, а також власних формувань та підрозділів із сусідніх районів Гродненської губернії, до складу якої входив Пружанський повіт. На той час його територія займала землі сучасних Пружан, частини Березівського та Кам'янецького районів Берестейської області, а також Гайнівського повіту Підляського воєводства (Польща).
Ще до публікації маніфесту Литовського провінційного комітету польські війська Романа Рагінського, Станіслава Сангіна та Броніслава Рильського розпочали військові дії в повіті, прагнучи таким чином поширити повстання далі на схід. Перші власні відділи в Гродненській губернії почали створюватись у березні-квітні 1863 року. Найбільш активно в Пружанському районі працювали відділи Врублевського. Фелікс Влодек, поміщик з Пружан, сформував власну дивізію, з якою згодом брав участь у Міловізькій битві. Були відділи із сусідніх Вавкависького, Слонімського, Городнянського повітів.
Хребтом повстання була дрібна шляхта та містяни. У Гродненській губернії відсоток селян серед учасників повстання був вищим, ніж у всіх інших білоруських губерніях. Однак широка підтримка зазнала невдачі через переважання «білих» та через антипольську пропаганду російського уряду.
Для придушення повстання було кинуто величезні сили. За каральними операціями в Гродненській губернії особисто стежив Вільнюський генерал-губернатор Михаїл Муравйов, якого прозвали «вішальником» за жорстокість у придушенні повстання. Населення обшукували у пошуках повстанської зброї; за допомогу повстанцям або підозрюваних шляхтичів вислали із землі, а їх майно секвестрували.
До кінця 1863 року повстання на Пружанщині було придушено. Після цього почалася політична реакція та тотальна русифікація, встановився режим виняткових законів.